# Дреничево
Дренѝчево или понякога Дранѝчево (изписване до 1945 година: Дрѣничево; на гръцки: Κρανοχώρι, Кранохори, катаревуса: Κρανοχώριον, Кранохорион, до 1928 година Δρανίτσι, Драници) е село в Егейска Македония, Гърция, част от дем Нестрам (Несторио), област Западна Македония.

## География
Селото се намира в областта Нестрамкол на 15 километра югозападно от град Костур и на 1 километър на запад от пътя Костур - Нестрам.

## История

### Етимология
Името на селото произлиза от дрян.

### Античност
В околностите на Дреничево се е намирал римският град Ватина, който съдейки по намерен в района надпис от 193 година е играел важна роля по времето на император Адриан.

### В Османската империя
Към края на XIX век Дреничево е българско село в Костурска каза на Османската империя. Според статистиката на Васил Кънчов („Македония. Етнография и статистика“) в 1900 година Дреничево има 280 жители българи хистияни и 20 българи мохамедани. Между 1896 и 1900 година селото преминава под върховенството на Българската екзархия. Учителят Михаил Кимов е арестуван от турските власти на 25 април 1903 година заедно с Иван Стефанов, учител в Четирок.
На Етнографската карта на Битолския вилает на Картографския институт в София от 1901 година Дреничево е чисто българско село в Костурската каза на Корчанския санджак с 49 къщи.
В началото на XX век всички жителите на Дреничево са под върховенството на Българската екзархия. По данни на секретаря на екзархията Димитър Мишев („La Macédoine et sa Population Chrétienne“) в 1905 година в Дреничево има 382 българи екзархисти и функционира българско училище.
Гръцка статистика от 1905 година представя Дреничево като смесено българо-турско село с 250 жители българи и 25 турци. Същата година четата на Никола Андреев убива гъркоманите Наум Христов (28 май) и Константин Стоянов (14 юни) в нивите им край селото.
През февруари 1907 година османски части успяват да убият трима четници на ВМОРО, обградени в Дреничево. В статистиката на гръцкия учен Атанасиос Халкиопулос („Македония : Етнографска статистика на Солунския и Битолския вилает“) Драничево е посочено с 250 жители българи и 25 мохамедани.
Според Георгиос Панайотидис, учител в Цотилската гимназия, в 1910 година в Драници (Δρανίτσι) има 35 семейства, от които 5 мюсюлмански и 30 „схизматични“.
Според Георги Константинов Бистрицки Дреничево преди Балканската война има 40 български къщи.
При избухването на Балканската война в 1912 година шестима души от Дреничево са доброволци в Македоно-одринското опълчение.
На етническата карта на Костурското братство в София от 1940 година, към 1912 година Дреничово е обозначено като българско селище.

### В Гърция
След Междусъюзническата война в 1913 година селото остава в Гърция. Боривое Милоевич пише в 1921 година („Южна Македония“), че Дреничево има 50 къщи славяни християни и 3 къщи турци. След Ньойския договор 6 души от Дреничево се изселват в България по официален път. В селото има едно политическо убийство. През 20-те години мюсюлманското население на Дреничево се изселва в Турция и на негово място са заселени гърци, бежанци от Турция, които в 1928 година са 6 семейства и 17 души.
В 1927 година е прекръстено на Кранохорион (в превод Дряново). По време на окупацията през Втората световна война в селото е създадена подвижна чета на българската паравоенна организация Охрана, а в 1943 година е обстрелвано с артилерия от италиански части.
По време на Гражданската война селото отново пострадва силно - 37 души са убити, а 131 се изселват в Югославия и другите социалистически страни. 69 деца са изведени от комунистическите части извън Гърция в групата на така наречените деца бежанци.
Жителите населото се препитават предимно със земеделие. Дреничево е известно с боба си и лещата си.
| Година    | 1913 | 1920 | 1928 | 1940 | 1951 | 1961 | 1971 | 1981 | 1991 | 2001 | 2011 | 2021 |
| --------- | ---- | ---- | ---- | ---- | ---- | ---- | ---- | ---- | ---- | ---- | ---- | ---- |
| Население | 301  | 289  | 305  | 372  | 160  | 226  | 219  | 214  | 249  | 270  | 245  | 192  |

## Личности
Родени в Дреничево
- Андон Лазов (1882 – ?), македоно-одрински опълченец, Първа рота на Шеста охридска дружина, носител на орден „За храброст“ IV степен[26]
- Аргир Дренички, деец на ВМОРО[27]
- Георги Михайлов Антонов, македоно-одрински опълченец, нестроева рота на Шеста охридска дружина[28], загинал през Първата световна война[29]
- Гиро Дранитски, деец на ВМОРО[30]
- Иван Кукулев, гръцки андартски деец
- Тома Трифоновски (1939 – 2010), виден български художник
- Пандо Марков, македоно-одрински опълченец, Първа рота на Осма костурска дружина[31]
- Христо Колов, македоно-одрински опълченец, Първа рота на Шеста охридска дружина, носител на орден „За храброст“ IV степен[32]
- Христо Николов, македоно-одрински опълченец, Първа рота на Шеста охридска дружина, носител на орден „За храброст“ IV степен[33]
- Щерьо Николов, македоно-одрински опълченец, Първа рота на Осма костурска дружина[34]